# Herman Nyberg
Herman Andreas Nyberg (Göteborg, 22 februari 1880 – Göteborg, 6 juli 1968) was een Zweeds zeiler.
Nyberg won met zijn landgenoten de gouden medaille in de 10 meter klasse tijdens de Olympische Zomerspelen 1912 in eigen land.

## Olympische Zomerspelen
| Jaar | Plaats    | Resultaten      |
| ---- | --------- | --------------- |
| 1912 | Stockholm | 10 meter klasse |

1912: Filip Ericsson / Carl Hellström / Paul Isberg / Humbert Lundén / Herman Nyberg / Harry Rosenswärd / Erik Wallerius / Harald Wallin ·
1920 (model 1907): Erik Herseth / Sigurd Holter / Gunnar Jamvold / Petter Jamvold / Claus Juell / Ingar Nielsen / Ole Sørensen ·
1920 (model 1919): Charles Arentz / Otto Falkenberg / Robert Giertsen / Willy Gilbert / Halfdan Schjøtt / Trygve Schjøtt / Arne Sejersted